# Klytia (planetka)
(73) Klytia je planetka nacházející se v hlavním pásu asteroidů. Její průměr činí asi 44 km. Byla objevena 7. dubna 1862 americkým astronomem H. P. Tuttlem.